# Замок Маунт Мерріон Хаус

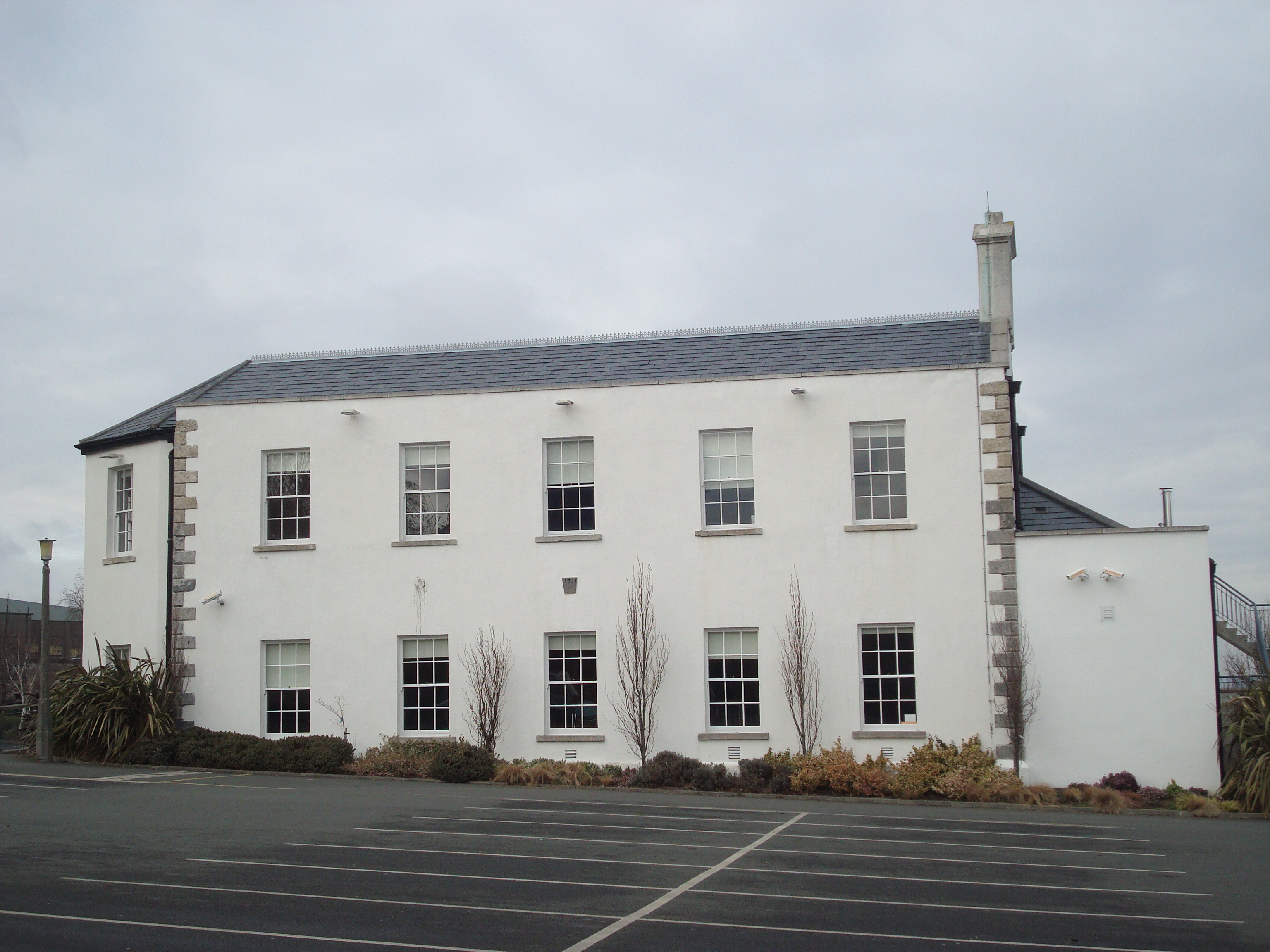
Замок Маунт Мерріон Хаус.

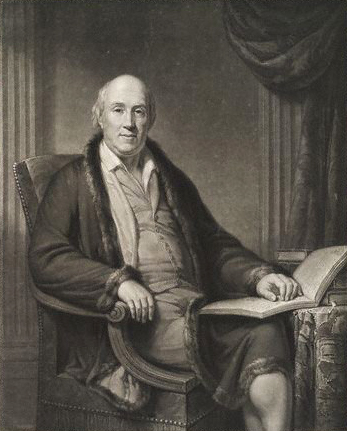
Річард ФітцВільям — VII віконт ФітцВільям.

Замок Маунт Мерріон Хаус (англ. Mount Merrion House) — один із замків Ірландії, розташований у графстві Дублін, в районі Дубліна Мерріон.

## Історія замку Маунт Мерріон Хаус

### XVIII століття
Землі гори Мерріон стали володіннями лицарів ФітцВільям у середині XIV століття. Північну частину гори Мерріон називали Овенстоун, південну частину гори Мерріон розлядали як частину Кілмакода. Аристократи ФітцВільям збудували на вершині гори замок Мерріон. Сам пагорб Мерріон вони використовували як місце полювання на оленів. Але в XVIII столітті вони кинули замок Меріон і збудували собі новий — комфортніший — замок Маунт Мерріон Хаус, що був побудований у 1711 році як нова резиденція V віконта ФітцВільям. Замок був побудований на місці маленького мисливського будиночка. Зараз цей будинок стоїть просто серед міста Дублін. Були побудовані ще стайні, які до нашого часи не збереглися. Дата 1711 рік доволі приблизна. Замок був побудований десь у 1691—1711 роках. Це був неспокійний час для Ірландії й збереглося дуже мало будинків, збудованих у той час. У 1727 році замок був перебудований тим же власником. Вілкінсон описує замок Маунт Мерріон Хаус як заміський особняк, збудований у стилі короля Георга десь у 1727 році, або біля того в додаток до існуючих будівель. Пет Шерідан пише, що замок був збудований спочатку як бенкетний зал. Родина ФітцВільямів перебувала в Англії в 1726—1727 роках. Протягом наступних 200 років родина ФітцВільям-Герберт жила в цьому замку в різний час. Коли вони не жили в цьому замку, то здавали замок в оренду.
Джон Вейнрайт орендував замок Маунт Мерріон Хаус з 1732 по 1741 рік. Філософ Джордж Берклі був гостем Джона Вейнарта в замку Маунт Мерріон Хаус і, як кажуть, написав у замку ряд важливих текстів. Роберт Джоселін — І віконт Джоселін жив у замку Маунт Мерріон Хаус з 1741 по 1756 рік. VI віконт ФітцВільям повернувся в замок Маунт Мерріон Хаус і жив там після 1756 року. Він впорядковував ландшафтний парк Олень біля замку. Коли агент віконта Брайан Фаган помер у січні 1761 році, його вдова Елізабет Фаган стала агентом VI віконта. VI віконт ФітцВільям помер у замку Маунт Мерріон Хаус у 1776 році.
Елізабет Фаган продовжувала службу як агент VII віконта ФітцВільям. Джон ФітцГіббон — І граф Клер жив у замку Маунт Мерріон Хаус з 1789 по 1793 рік. Принц Уельський (майбутній Георг IV) був його гостем і відвідав замок Маунт Мерріон Хаус. Елізабет Фаган померла в жовтні 1789 році на острові Ашера, Дублін. Волкер у «Журналі Гібернії» в 1789 році пише про неї як «багаторічного агента покійного і справжнього лорда віконта ФітцВільяма». Після її смерті дочка Барбара Фаган (католичка, народилась у 1752 році) була агентом VII віконта. Барбара Фаган вийшла заміж за Річарда Верчойла (протестанта, що народився 1751 року, сина Джозефа Верчойла з Донора, графство Дублін).

### ХІХ століття
Річард Верчойл став спільним агентом рохом з його дружиною для Віконта. Після того, як ФітцГіббон покинув замок Маунт Мерріон Хаус у 1793 році Річард і Барбара Верчойл жили в замку Маунт Мерріон Хаус. Пітер Ла Туш жив у замку Маунт Мерріон Хаус у 1802—1806 роках. Пейзажист Вільям Ешфорд намалював низку етюдів замку Маунт Мерріон Хаус з 1800 по 1806 рік.
Після того, як Ла Туш покинув замок Маунт Мерріон Хаус у 1806 році, Річард і Барбара Верчойл знову жили в замку Маунт Мерріон Хаус. Барбара Верчойл організувала будівництво нової католицької церкви в Бутерстауні у 1812 році. На цій церкві збереглася меморіальна дошка пам'яті VII віконта ФітцВільяма. Річард і Барбара Верчойл жили в замку Маунт Мерріон Хаус до 1816 року.
Маєтки ФітцВільямів були успадковані ХІ графом Пемброком у 1816 році. Барбара Верчойл продовжувала працювати агентом маєтку графа Пемброка. Річард Верчойл помер у 1827 році. У замку Маунт Мерріон Хаус у 1832 році поселився Сідні Герберт — І барон Герберт Леа (народився в 1810 році). Незадовго до смерті в 1837 році Барбара Верчойл умовила Сідні Герберт — барона Герберт Леа підтримати створення монастиря та школи в Бутерстауні.

### ХХ століття
Сер Томас Талбот Пауер — VI баронет Талбот Пауер (1863—1916) жив у замку Маунт Мерріон Хаус у 1901 році. Він займався виробництвом віскі. Пізніше він жив у Робук-хаусі, що нині стоїть на Лейнстер Лоун, Клонскі. Його брат — V баронет жив у будинку Леопардстоун (нині це Леопардстоун Парк Госпітал). Сер Невіл Вілкінсон і його дружина леді Беатрікс Герберт жили в замку Маунт Мерріон Хаус з 1903 по 1914 рік. Вони посадили на газон там саджанці ліванського кедра, але вони не прижилися.
Замок і маєток Маунт Мерріон Хаус був проданий забудовникам у 1918 році. Але цей район Дубліна забудовувався повільно. Перші будинки біля замку Маунт Мерріон Хаус були побудовані в 1928 році. Замок Маунт Мерріон Хаус був проданий у католицькій церкві в 1935 році. Замок використовувався як католицька церква для нового місцевого населення. Але потім була збудована нова церква у 1956 році. Після цього замок Маунт Мерріон Хаус використовувався як школа.